# ジュリアス・シーザー (シェイクスピア)

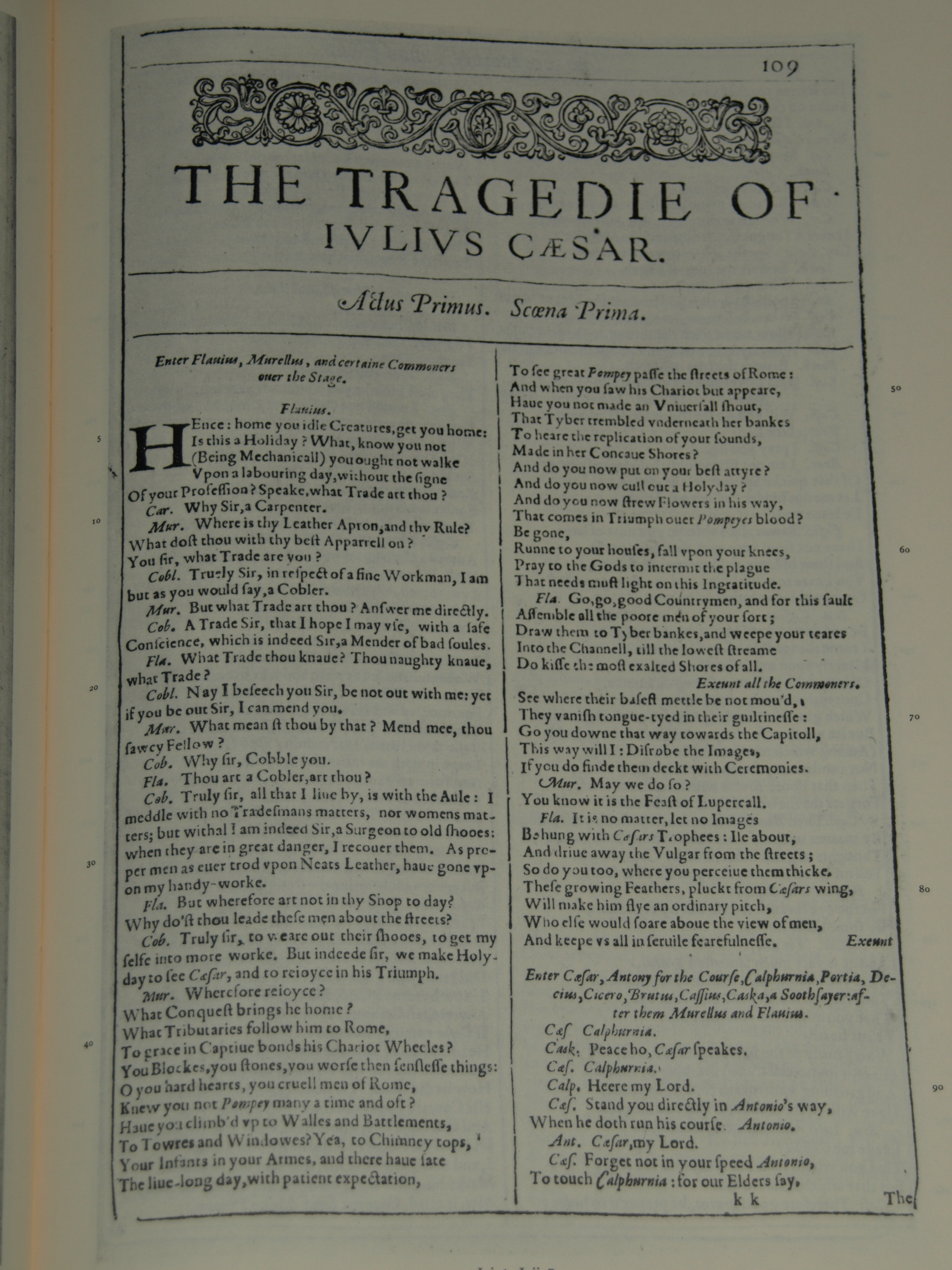
1623年に発刊された『ジュリアス・シーザー』

『ジュリアス・シーザー』（英語: The Tragedy of Julius Caesar）は、ウィリアム・シェイクスピアによって書かれた政治劇・悲劇である。製作年は1599年と考えられている。ローマの独裁官ガイウス・ユリウス・カエサルに対する陰謀・暗殺とその死の余波が描かれている。ローマ史に基づいてシェイクスピアが書いた「ローマ劇」（『コリオレイナス』『アントニーとクレオパトラ』など）の一つである。
この劇においてシーザーは中心的人物ではない。3場面に登場するに過ぎず、第3幕の始めに死んでしまう。この劇の主人公はマーカス・ブルータスであり、彼の名誉欲・愛国心・友情の間の葛藤が描かれている。
多くのシェイクスピア評論家と歴史家が、この劇が王権の継承についての当時のエリザベス朝イングランドの一般的な心配を反映していると考えている。すなわち、この作品が創作・上演された時期、イングランド女王エリザベス1世は、高齢でありながら、後継者を指名するのを拒否していた。そのため、彼女の死後、ローマと同様の内戦が起きるかもしれないという不安が持たれていた。

## 上演史
トマス・プラッターという植物学者で医師でもあるスイス人が、1599年9月31日にロンドンのバンクサイド劇場で悲劇ジュリアス・シーザーを見たと旅行記に書いている。この旅行記は彼が1595年から1600年にかけて、フランス、スペイン、イギリス、オランダを旅行した際のものである。この舞台がシェイクスピアの作品である可能性が非常に高いと思われる。

## 登場人物
日本語訳の脚本・上演は伝統的に英語読み表記を採用しているので、以下の劇中人物名は英語読み表記で示し、対応する歴史上の人物名を括弧内に示す。
- ジュリアス・シーザー（ガイウス・ユリウス・カエサル）
- シーザー暗殺のメンバー
  - マーカス・ブルータス（マルクス・ユニウス・ブルトゥス）
  - ケイアス・キャシアス（ガイウス・カッシウス・ロンギヌス） ※史実での綴りはGaiusであるが脚本ではCaiusとなっている（ガイウスを参照）。
  - キャスカ（プブリウス・セルウィリウス・カスカ（英語版））
  - ディシアス（デキムス・ユニウス・ブルトゥス・アルビヌス） ※史実での綴りはDecimusであるが脚本ではDeciusとなっている。
  - メテラス・シンバ（ルキウス・ティッリウス・キンベル（英語版））
  - トレボニアス（ガイウス・トレボニウス）
  - リゲリアス（クィントゥス・リガリウス（英語版））
- シーザー亡き後の三頭政治のメンバー
  - マーク・アントニー（マルクス・アントニウス）
  - オクタヴィアス・シーザー（オクタウィアヌス）
  - レピダス（マルクス・アエミリウス・レピドゥス）
- その他
  - シセロ（マルクス・トゥッリウス・キケロ）：元老院議員
  - ケイトー（マルクス・ポルキウス・カト・ウティケンシス）：反シーザーの元老院議員。
  - カルパーニア（カルプルニア（英語版））：シーザーの妻
  - ポーシャ（ポルキア・カトニス（英語版））：ケイトーの娘でブルータスの妻 ※史実での綴りはPorciaであるが脚本ではPortiaとなっている。
  - ルシアス：ブルータスの従者

## 映像化
- ジュリアス・シーザー (1953年の映画)
- ジュリアス・シーザー (1970年の映画)
- ジュリアス・シーザー (1978年のテレビドラマ)（英語版）
  - ピーター・アレグザンダー（英語版）編集『シェークスピア全集』を底本として使用[1]。ブルータス：リチャード・パスコ（英語版）、ジュリアス・シーザー：チャールズ・グレイ、アントニー：キース・ミッチェル（英語版）、カルパーニア：エリザベス・スプリグス（英語版）[2]。1981年4月26日NHK教育でNHKシェークスピア劇場『ジュリアス・シーザー』として放送（日本語字幕）[3]。

## 日本語訳
- 「沙翁全集 第7巻」戸沢姑射、浅野和三郎訳 大日本図書 1905年
- 「沙翁全集 ジュリヤスシーザー」坪内逍遥訳 早稲田大学出版部 1913年。新版・冨山房、名著普及会ほか
- 横山有策訳 新潮社 1933年
- 沢村寅二郎訳 研究社出版 1933年
- 中野好夫訳 「選集」筑摩書房 1948年、のち岩波文庫ほか
- 福田恆存訳 「全集」新潮社 1960年、のち新潮文庫
- 小田島雄志訳 「全集」白水社 1975年、のち白水Uブックス
- 安西徹雄訳 光文社古典新訳文庫 2007年
- 大場建治訳 研究社 2010年
- 石川実訳・解説 慶応義塾大学出版会 2011年
- 松岡和子訳 ちくま文庫 2014年7月
- 河合祥一郎訳 角川文庫 2023年6月

## 児童向け
- 『シェイクスピアジュニア文学館4 物語ジュリアス・シーザー』

小田島雄志文、里中満智子画、汐文社 2001年、新版 2016年